# Spletni strežnik Apache
Spletni strežnik Apache (angleško Apache HTTP Server), velikokrat samo Apache, je spletni strežnik, ki igra ključno vlogo pri širjenju spleta. Bil je prva alternativa Netscapeovemu spletnemu strežniku, trenutno znanemu kot spletni strežnik Sun Java System. Od aprila 1996 je Apache najbolj popularen HTTP strežnik na celem spletu. Od oktobra 2007 pa je bilo na strežniku Apache postavljenih približno 48 % vseh spletnih strani. Uporablja ga 73,09% vseh registriranih slovenskih domen.
Ime »Apache« je bilo izbrano iz dveh razlogov:
- po indijanskem plemenu Apačev, znano po njihovih vojnih sposobnostih
- po setih dodatkov (angleško patches), pa je prišlo ime »a patchy« strežnik

Tako je nastalo ime »a patchy server« kar pomeni krpasti strežnik. Kasneje pa so ga preimenovali v Apache.
Apache je naredila in vzdrževala skupnost razvijalcev, ki niso delovali pod nobeno veliko družbo oziroma podjetjem. Kasneje so se povezali v skupnost Apache Software Foundation. Aplikacija je bila prvotno zgrajena za operacijska sistema Unix in FreeBSD. Dandanes pa je na voljo tudi za širše uporabljene operacijske sisteme, kot so MS Windows, Solaris, Mac OS X idr.
1. ↑  »Statistika dooli.si«. dooli.si. Arhivirano iz prvotnega spletišča dne 17. februarja 2017. Pridobljeno 15. aprila 2017.